# Juthunges

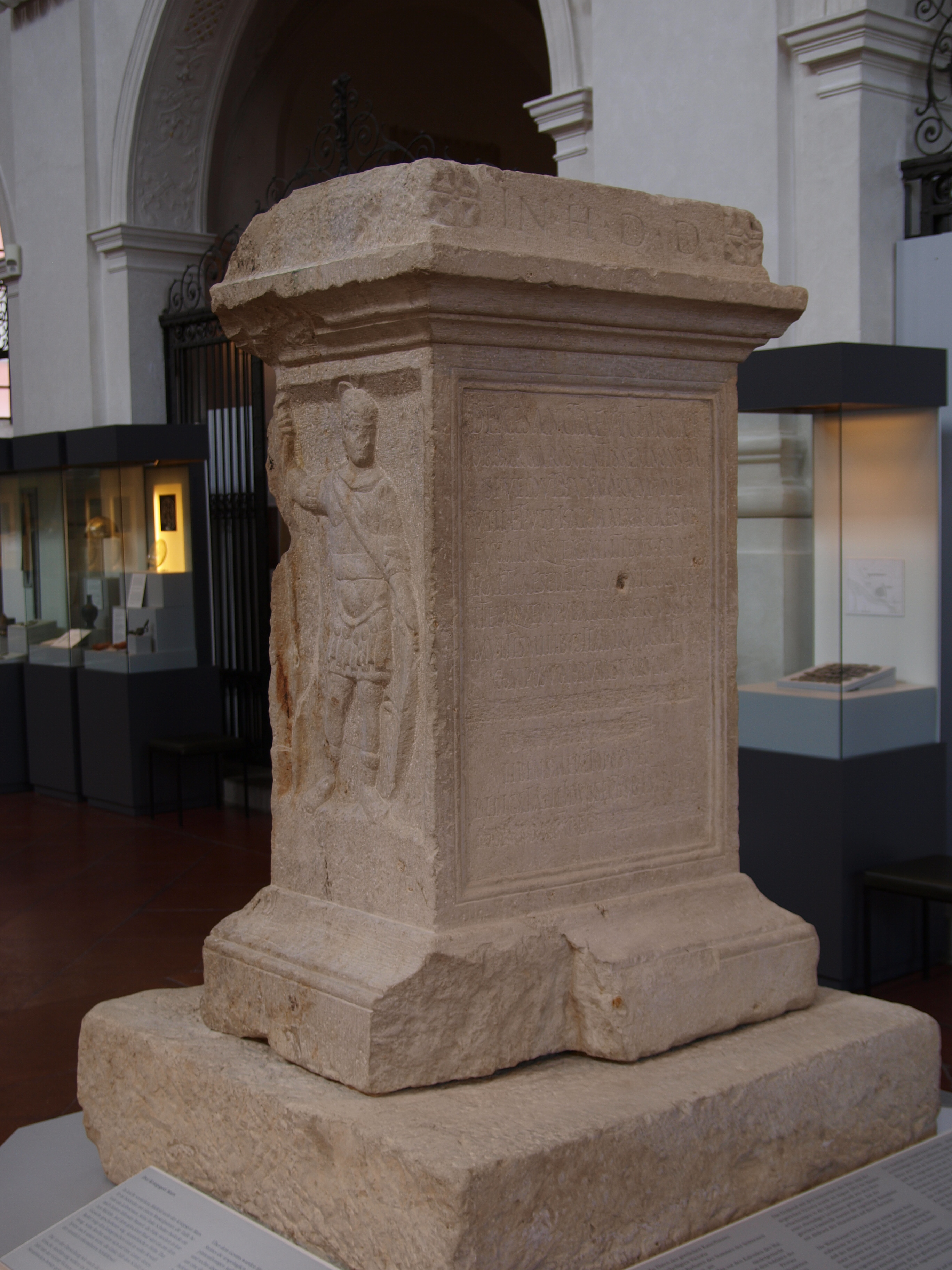
Autel de la Victoire d'Augsbourg

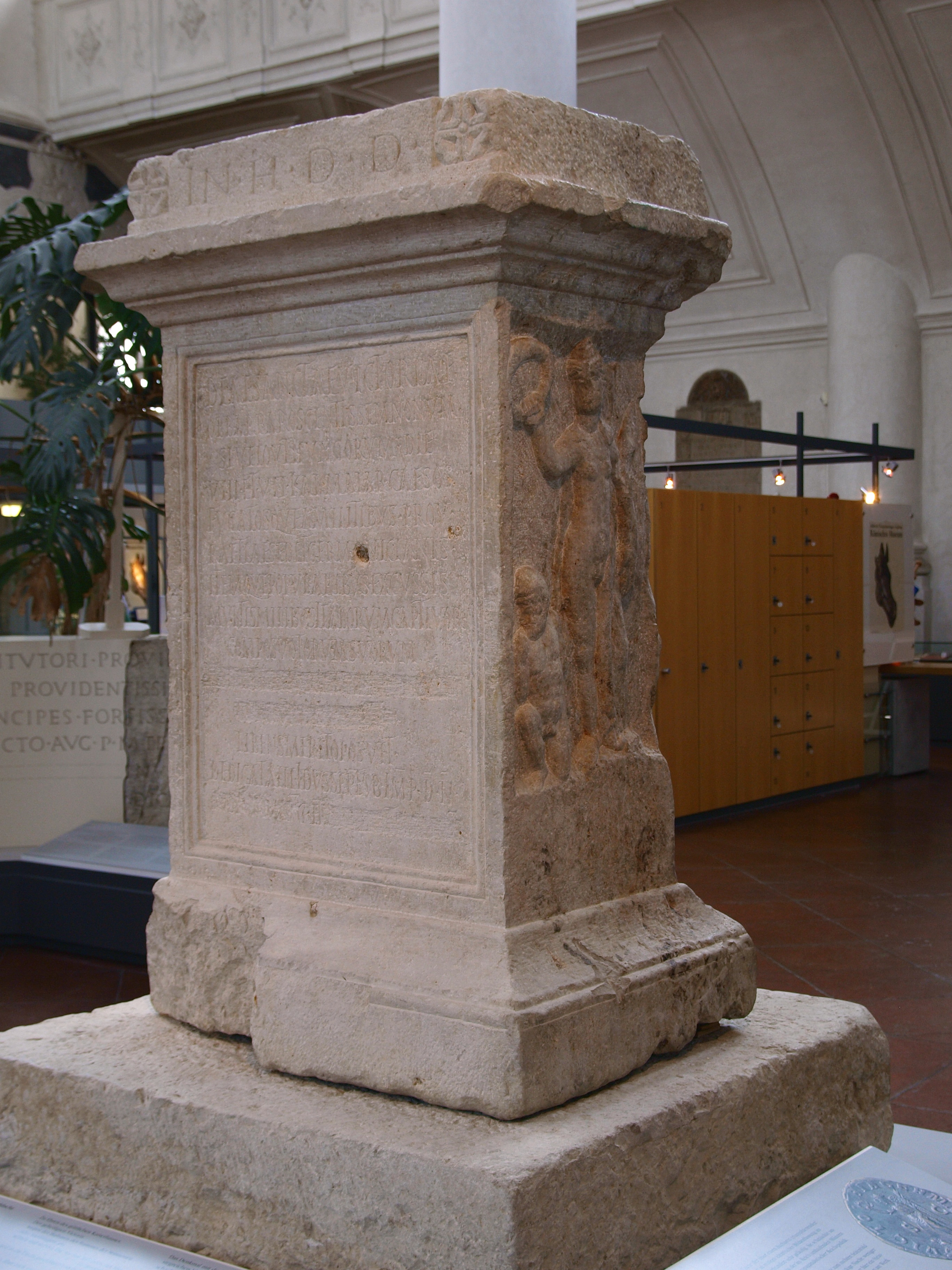
Autel de la Victoire d'Augsbourg

Les Juthunges (en allemand: Juthungen, en grec: Iouthungi, en latin: Iuthungi) étaient un peuple alémanique dans la région au nord des rivières du Danube et de l'Altmühl dans l'État moderne de Bavière.
Le peuple fut mentionné par l'historien romain Ammien Marcellin. La signification de leur nom est "descendants", et se réfère aux anciens peuples des Suèves et des Semnons.
Les Juthunges envahirent la province de Rhétie puis l'Italie du Nord en 259 et 260, mais ils furent défaits à leur retour de pillage près d'Augsbourg le 24 et 25 avril 260 par Marcus Simplicinius Genialis. À ce moment l'Empire romain perdit les Champs Décumates, région stratégique du limes entre le Rhin et le Danube. 
Entre 356 et 358 les Juthunges et les Alamans envahirent la province de Rhétie et détruisirent Ratisbonne (la capitale romaine de la province et un des plus grands camps militaires romains dans le Sud de l'Allemagne). Une seconde invasion de la Rhétie en 383 fut repoussée par une armée d'Alains et de Huns. Entre 429 et 431 le général romain Aetius combattit aussi les Juthunges en Rhétie.

## Sources historiques
- Dexippe in Fragmente der griechischen Historiker 100 (aux alentours de 270/271)
- Panégyriques latins VIII 10.4 (aux alentours de 297)
- Ammien Marcellin 17,6 (aux alentours de 375)
- Sidoine Apollinaire, c. 7, 233 (aux alentours de 429/430)